# ELC計劃
ELC計劃（法語：Engin Leger de Combat），是一由法國國防部於1955年啓動的輕型坦克研發計劃。按照該部門的思路，ELC將會是一款擁有輕裝甲和重火力，並能由空軍運載的坦克。GIAT工業曾經製造出一批ELC的原型車，但ELC最終卻未能投入量產，也從未正式地由軍方使用過。。

## 歷史及性能
ELC計劃始於1956年，按其設計理念，這款坦克將是一款擁有輕裝甲和重火力，並能由空軍運載的坦克。GIAT和AMX都曾經製造出各自的原型車。惟AMX之原型車在測試後很快就被否決。此工程的最終產品是ELC Bis。其研發始於1957年，原型車則是於1961年完成。ELC Bis與之前的幾款ELC坦克有很大不同，可以說是全新的設計。
ELC Bis安裝一門炮口初速度可達780米/秒的90毫米火炮，其炮塔在坦克移動時無法轉動，但一旦坦克停了下來，炮塔就能夠360度迴旋。它擁有5對大型負重輪，每個負重輪的斜上方都裝有彈簧。鍊輪位於前部，惰輪位於後部——這與它惰輪在前的前輩們完全相反。駕駛員和炮手均坐在炮塔裏。
儘管所有的ELC系列坦克都曾經由法國的試驗部隊使用過，但最終該系列的坦克都沒能獲得軍方的生產許可。

## 型號

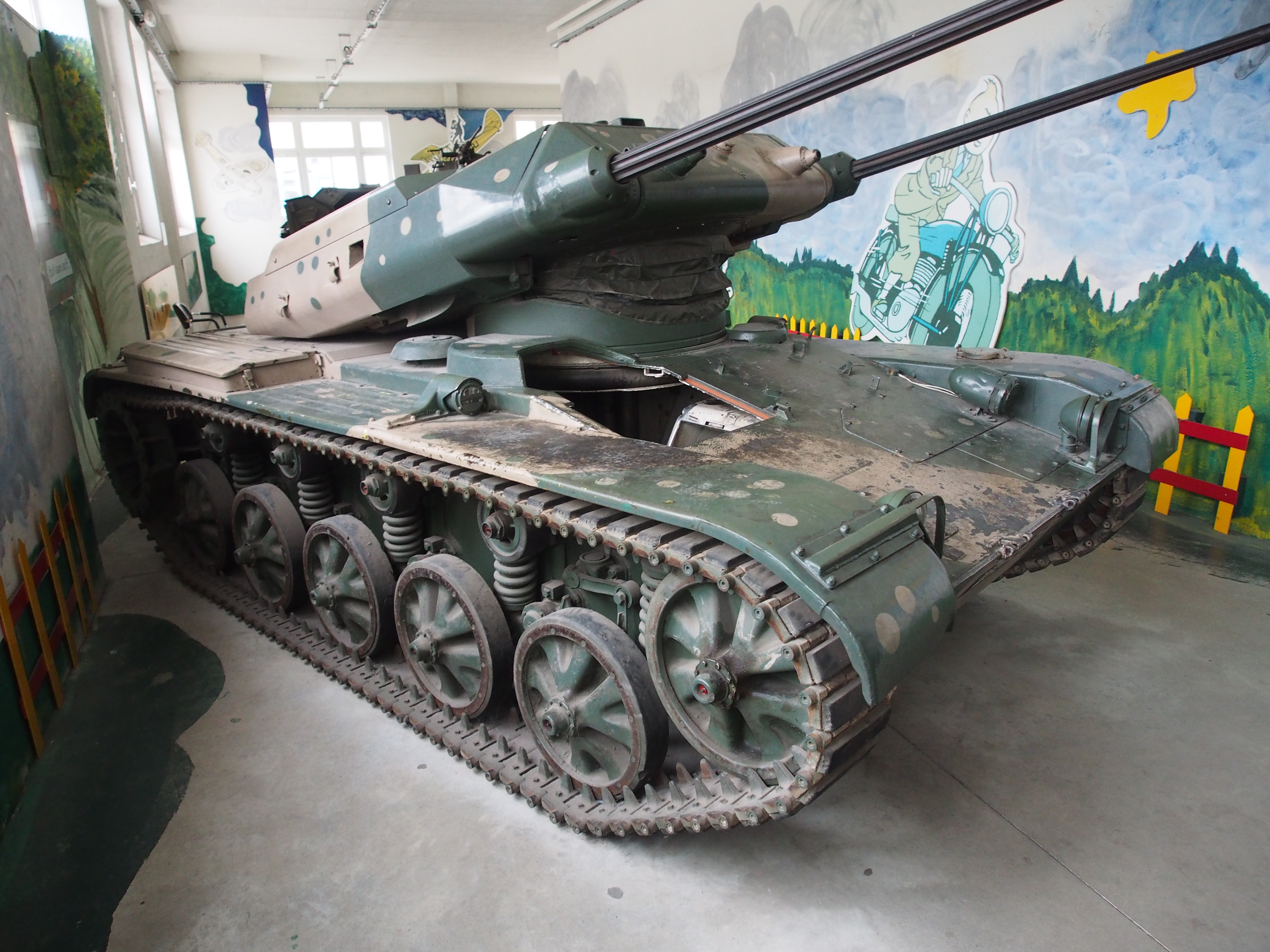
現存的ELC 30

- ELC 30：安裝2門30毫米HS825加農炮和兩挺機槍的版本。[5]
- ELC 90：安裝一門低膛壓90毫米火炮的型號，配有一挺同軸機槍。[6]
- ELC 75：在炮塔上安裝2門75毫米無後坐力炮的型號。[7]
- AMX ELC：由AMX製造的原型車[1]。
- ELC Bis：見歷史一節。
- ELC Na2：安裝4門SS11反坦克導彈的型號[1]。

## 参見
- AMX-13轻型坦克
- 巴蒂尼奧勒-查狄倫25噸坦克